# Novica Veličković
Novica Veličković (en serbio Новица Величковић) (*Belgrado, Yugoslavia -actualmente Serbia-, 5 de octubre de 1986) es un exjugador serbio de baloncesto. Con 2,05 metros de altura, jugaba de ala-pívot.

## Carrera
Veličković empezó jugando en el KK Drvomarket en 1996. Posteriormente jugó en el KK Zemun de 1998 a 2001 antes de firmar por el Partizán de Belgrado en 2001. Su debut con el Partizan de Belgrado no se produjo hasta la temporada 2004/05. Fue el MVP de la Liga Adriática en la Final Four de la temporada 2008/09 y ganó el premio Estrella emergente de la Euroliga esa misma temporada. En el verano de 2009 fichó por el Real Madrid.
Tras más de medio año sin jugar por una operación en la rodilla, en enero de 2013, ficha por el KK Mega Vizura de la liga serbia.
En verano de 2013 ficha por el Brose Bamberg alemán.
El 21 de junio de 2014, firma por un año con el equipo turco Trabzonspor. En mayo de 2015, renueva por otra temporada.
El 1 de marzo de 2016, deja el Trabzonspor y regresa al Partizan de Belgrado por lo resta de temporada.
Renueva con el equipo en septiembre de 2016, de nuevo en septiembre de 2017, y en agosto de 2018.
El 18 de enero de 2020, se convierte en el jugador con más partidos disputados en el club, al superar los 471 de Petar Božić.
En ese periodo ganó tres Copas de baloncesto de Serbia consecutivas (2018, 2019 y 2020).
Tras una última temporada, el 8 de julio de 2021, anuncia su retirada del baloncesto profesional con 34 años. Ha disputado 509 encuentros con el Partizán.

## Selección nacional de Serbia
Veličković jugó en la selección sub-20 de Serbia en 2005 y 2006 en Chekhov e İzmir respectivamente. Debutó con la selección absoluta de Serbia en el Eurobasket 2007 que se disputó en España y se clasificó junto con sus compañeros para el Eurobasket 2009 de Polonia, donde consiguió la medalla de plata tras caer en la final contra España.

## Logros y reconocimientos

### Palmarés
- Campeón de la Liga de Baloncesto Serbia en 5 ocasiones: 2005, 2006, 2007, 2008 y 2009 con el Partizan de Belgrado.
- Campeón de la Copa de Serbia en 5 ocasiones: 2008, 2009, 2018, 2019 y 2020 con el Partizan de Belgrado.
- Campeón de la Liga del Adriático en 3 ocasiones: 2007, 2008 y 2009 con el Partizan de Belgrado.
- Medalla de Plata en el Eurobasket 2009 de Polonia con la Selección de baloncesto de Serbia.
- Copa del Rey:  2012 con el Real Madrid.

### Individual
- MVP de la Final Four de la Liga del Adriático en 2009.
- Trofeo "Rising Star" de la Euroliga 2008-09.
- MVP de la jornada 8 en la temporada 2009/10 de la liga ACB.
- MVP del mes de noviembre en la temporada 2009/10 de la liga ACB.
- MVP de la Final Four 2009 de la Liga Adriática.